# Deadly Weekend
Deadly Weekend (deutsch Tödliches Wochenende, im Original Zellwood) ist ein US-amerikanischer Horrorfilm aus dem Jahr 2013. Eine der Hauptrollen übernahm das US-amerikanische Playmate und Model Sara Jean Underwood.

## Handlung
Der Film dreht sich um die Freunde Matt und Ryan und deren Freundinnen Katie beziehungsweise Britney, die allesamt in Zellwood, Florida wohnen. Matt hat vor, arbeitsbedingt von Zellwood nach New York zu ziehen. Aus diesem Grund planen er und Ryan zusammen mit ihren Freundinnen einen vorerst letzten gemeinsamen Kurzurlaub miteinander zu verbringen. Dieser soll auf einem Campingplatz stattfinden, welchen die Gruppe von Bo empfohlen bekam, einem Bootsvermieter, der mit seinen Töchtern Zoe und Abby in der Nähe des Platzes wohnt.
Am ersten Abend des Urlaubs konsumieren die Freunde gemeinsam Alkohol und andere Drogen. Dadurch enthemmt erzählt Britney, sie habe zu Studienzeiten mit ihrem Professor geschlafen, was Ryan missfällt. Aufgrund von Ryans Sticheleien offenbart Britney sodann unbedacht, dass Ryan in der Vergangenheit Sex mit Matts Freundin Katie hatte, jedoch bevor diese ein Paar wurden. Matt, dem dies unbekannt war und der generell zur Eifersucht neigt, fasst dies sehr negativ auf und verlässt die Gruppe zunächst erbost.
Als Katie und Ryan Matt am nächsten Tag zu beschwichtigen versuchen und immer wieder betonen, dass der Sex vor ihrer Beziehung stattfand, bringt Matt primär vor, er könne nicht verstehen, warum sie ihm dies verschwiegen hätten und beginnt sarkastisch seine sexuelle Leistung mit der von Ryan zu vergleichen. Als er kurz darauf mit Ryan in eine tätliche Auseinandersetzung gerät, verlässt er den Campingplatz und läuft in einen nahegelegenen Wald. Ryan folgt ihm trotz der vorangegangenen Auseinandersetzung, um Matt zu suchen und ihn wieder zurückzuholen. Bevor er diesen findet wird er jedoch von hinten mit einem Ast niedergeschlagen und kurz darauf ermordet.
Matt – der von dem Mord nichts mitbekam – kehrt kurz darauf zum Campingplatz zurück. Dort befindet sich neben Katie und Britney mittlerweile auch Zoe, später stößt außerdem auch Abby dazu. Als Britney sich um Ryan sorgt, bricht sie mit Zoe und Abby auf, um Ryan zu suchen, Katie und Matt bleiben indes zurück.
Britney, die im Wald Blutspuren entdeckt, kehrt bereits kurze Zeit später mit Zoe und Abby zum Campingplatz zurück und klärt Katie und Matt über die Geschehnisse auf. Die Gruppe beschließt in Bos Haus Hilfe zu verständigen. Als sie dort ankommen, werden Katie, Britney und Matt von Zoe und Abby mit Getränken versorgt, die jedoch mit K.-o.-Tropfen versetzt sind, so dass die Drei das Bewusstsein verlieren.
Als sie dieses zurückerlangen, befinden sich Katie und Britney in einem mit Folien abgeschirmten Raum, wobei Katie gefesselt am Boden liegt und Britney an einen Stuhl fixiert wurde. Abby und Zoe betreten den Raum und foltern zunächst Britney, indem sie ihr Zimmermannsnägel in die Hände schlagen. Sie erklären Katie dabei, dass es ihnen Spaß bereite, Menschen zu foltern und töten. Kurze Zeit später nehmen sie Britney das Leben, indem sie ihr mit einem Heckenschneider den Bauch öffnen.
Matt – der in einem anderen Raum gefesselt aufwachte, sich jedoch befreien konnte – gelingt es zunächst, das Haus zu verlassen. Als ihm jedoch bewusst wird, dass sich Katie noch in dem Haus befinden muss und er daraufhin zurückkehrt, wird er von Abby niedergestochen. Als er sodann verletzt noch einmal versucht zu fliehen, wird er von Abby und Zoe eingeholt und erschlagen. In der Zwischenzeit ist es Katie gelungen die Fesseln zu lösen, woraufhin sie flieht und verzweifelt einen vorbeifahrenden Wagen aufhält. Der Fahrer des Wagens ist Bo, der vorgibt, sie zur Polizei zu bringen, sie dann allerdings zurück in sein Haus verschleppt und seine Töchter später fragt, ob sie nicht etwas Spaß haben wollten.
Bo und seine Töchter schlagen Katie daraufhin ein Versteckspiel vor: Sollte es ihr gelingen, sich vor Bo und seinen Töchtern in Sicherheit zu bringen, werden sie sie nicht töten. Katie flüchtet indes in ein nahegelegenes Gewächshaus, wird dort von Bo und seinen Töchtern jedoch schnell aufgespürt und verwundet. Auch wenn sie es noch einmal schafft, sich kurzzeitig zu befreien und versucht in Bos Wagen zu steigen, wird sie dort von diesem jedoch bereits erwartet. Kurze Zeit kommt auch Bos Ehefrau hinzu und wird von diesem begrüßt. Was genau mit Katie passiert, wird offengelassen.
Der Film endet mit einer Szene, die sechs Monate in der Zukunft spielt und Bos Familie bei einem Ausflug zeigt. Bo und seine Frau erklären ihren Töchtern, sie würden einen Urlaub mit einem Familienfest mit allen Verwandten planen. Auf Katie wird dabei nur noch indirekt eingegangen: Zoe fragt ihren Vater, was mit Katie sei, worauf dieser erwidert, diese werde mitkommen. Als Abby daraufhin misstrauisch die Frage stellt „Aber sie gehört doch uns allein?“, geben ihr ihre Eltern zu verstehen, es gäbe auch noch andere Opfer und sie könnten bald „mit ganz frischen Katies spielen“. Genaueres zu Katies Verbleiben oder den Ablauf besagten Familienfestes erfährt der Zuschauer indes nicht.

## Hintergrund
Wie am Anfang des Films kurz erläutert wird, spielt der Film im Census-designated place Zellwood in Florida, wo neben Orlando, Florida auch die meisten Dreharbeiten stattfanden. Auf dies wird in der Originalversion des Films mit dem Filmtitel Zellwood auch direkt eingegangen, während man sich der deutschen Version stattdessen für den gänzlich abweichenden Titel Deadly Weekend entschied.
Die Altersfreigabe der Freiwilligen Selbstkontrolle der Filmwirtschaft liegt bei 18 Jahren, gleichwohl ist die deutsche Kaufversion des Films nur in einer zwei Minuten kürzeren geschnittenen Variante erhältlich. In Österreich und der Schweiz wird wiederum die ungeschnittene Version des Films als Deadly Weekend Unrated – Limited Gold-Version mit deutscher Tonspur vertrieben.
Deadly Weekend erschien auf DVD, Blu-ray Disc und Video-on-Demand, eine Steelbook-Version des Films ist derzeit nicht erhältlich.
Deadly Weekend wurde von einer Vielzahl von Kritikern negativ bewertet: So liegt die aktuelle Bewertung in der Internet Movie Database bei 2,9/10 basierend auf 541 Nutzerstimmen (Stand 06/19) und bei Moviepilot erhält der Film derzeit eine Bewertung von 1,5/10 (Stand 06/19).
Im Juli 2016 veröffentlichte die Firma Tiberius Film – welche in Deutschland auch Deadly Weekend vertreibt – den unter anderem mit Jaclyn Swedberg besetzten Film Another Deadly Weekend (deutsch Ein weiteres tödliches Wochenende, im Original Muck). Durch die ähnliche Namensgestaltung, einen nahezu identischen Schriftzug und eine ähnliche Covergestaltung wird unweigerlich suggeriert, die beiden Filme stünden in einem Zusammenhang. Tatsächlich ist ein solcher jedoch nicht gegeben, vielmehr handelt es sich um gänzlich eigenständige Filme.